# Synonchium pacificum
Synonchium pacificum is een rondwormensoort uit de familie van de Selachinematidae. De wetenschappelijke naam van de soort is voor het eerst geldig gepubliceerd in 1968 door Yeates.